# Pedro de Felipe
Pedro Eugenio de Felipe Cortés (* 18. Juli 1944 in Madrid; † 12. April 2016 ebenda) war ein spanischer Fußballspieler. Er war vor allem im Trikot von Real Madrid erfolgreich, mit dem er den Europapokal der Landesmeister 1965/66 sowie insgesamt fünf Meisterschaften und einmal die Copa del Rey gewann.

## Karriere
Pedro de Felipe wurde 1944 in der spanischen Hauptstadt Madrid geboren. Seit seiner Jugend spielte er für den heutigen spanischen Rekordmeister Real Madrid, wo ihm 1964 im Alter von zwanzig Jahren die Aufnahme in die erste Ligamannschaft gewährt wurde. Fortan spielte Felipe bis 1972 in 126 Ligaspielen für die Königlichen, ein Torerfolg gelang dem Abwehrspieler in dieser Zeit aber nicht. Relativ schnell sicherte sich Felipe einen Stammplatz in der Real-Mannschaft, die sich gerade im Umbruch nach der großen Ära des Weißen Ballets in den 1950ern befand. Gleich in seiner ersten Saison als Spieler in der Mannschaft von Trainer Miguel Muñoz gelang dennoch die Titelverteidigung in der spanischen Meisterschaft. Die Primera División 1964/65 beendete man auf dem ersten Platz mit einem Vorsprung von vier Punkten auf den ersten Verfolger Atlético Madrid. Mit diesem Erfolg war Real Madrid auch qualifiziert für den Europapokal der Landesmeister 1965/66. Dort drang man nach Erfolgen über Feyenoord Rotterdam aus den Niederlanden, den FC Kilmarnock aus Schottland, den RSC Anderlecht aus Belgien sowie Titelverteidiger Inter Mailand aus Italien ins Endspiel ein, wo als Gegner Partizan Belgrad aus Jugoslawien wartete. Im Heysel-Stadion in Brüssel besiegte Real Madrid mit Pedro de Felipe die Jugoslawen durch Tore von Amancio und Francisco Serena mit 2:0 und gewann zum bereits sechsten Mal diesen Wettbewerb. Wenig später unterlag man im Spiel um den Weltpokal dem uruguayischen Vertreter und Gewinner der Copa Libertadores 1965, Peñarol Montevideo.
Während man international nicht mehr an den Erfolg aus der Saison 1965/66 anknüpfen konnte, gewann Pedro de Felipe in seiner Karriere mit Real Madrid noch einige Meistertitel. Nachdem Atlético 1965/66 Meister wurde, ging der Titel in der Folgesaison wieder an Real Madrid. Der Abstand auf den ersten Verfolger FC Barcelona betrug diesmal fünf Punkte. Mit drei Punkten vor genau diesem Kontrahenten gelang in der Saison 1967/68 die Titelverteidigung. Ein weiteres Jahr später schaffte Real Madrid die zweite Titelverteidigung in Serie durch einen Ersten Platz in der Primera División, neun Punkte vor dem Überraschungsvizemeister UD Las Palmas. Während man die Saison 1969/70 in der Liga nur auf Rang fünf beendete und damit das schlechteste Resultat seit langem erzielte, gelang im Pokal der erste Titelgewinn seit acht Jahren. Im Endspiel der Copa del Rey 1969/70 wurde der FC Valencia mit 3:1 besiegt. Bis zu seinem Abschied aus Madrid im Jahre 1972 gewann Pedro de Felipe aber noch eine Meisterschaft. In der Saison 1971/72 wurde man Erster mit zwei Zählern vor Valencia, wodurch sich Pedro de Felipe mit einem Meistertitel von Real Madrid verabschiedete.
Den Rest seiner Laufbahn verbrachte der Verteidiger bei Espanyol Barcelona, wo er bis 1978 noch 122 Ligaspiele machte. An die Erfolge aus Real-Zeiten konnte er beim kleineren der beiden großen Barcelonaer Vereine jedoch nicht anknüpfen. Mehr als der Klassenerhalt in der Primera División gelang in keiner der insgesamt sechs Spielzeiten, die Pedro de Felipe bei Espanyol Barcelona verbrachte. Im Sommer 1978 beendete der Verteidiger im Alter von 34 Jahren seine Laufbahn als aktiver Fußballspieler.
Im Jahre 1973 kam Pedro de Felipe als Akteur von Espanyol Barcelona zu seinem ersten und einzigen Länderspiel für die spanische Fußballnationalmannschaft. In Istanbul trennte sich die spanische Auswahl mit einem torlosen Remis von der Türkei.

## Erfolge
- Europapokal der Landesmeister: 1965/66
- Spanischer Meister: 1964/65, 1966/67, 1967/68, 1968/69, 1971/72
- Spanischer Pokalsieger: 1969/70